# 미사 브레비스

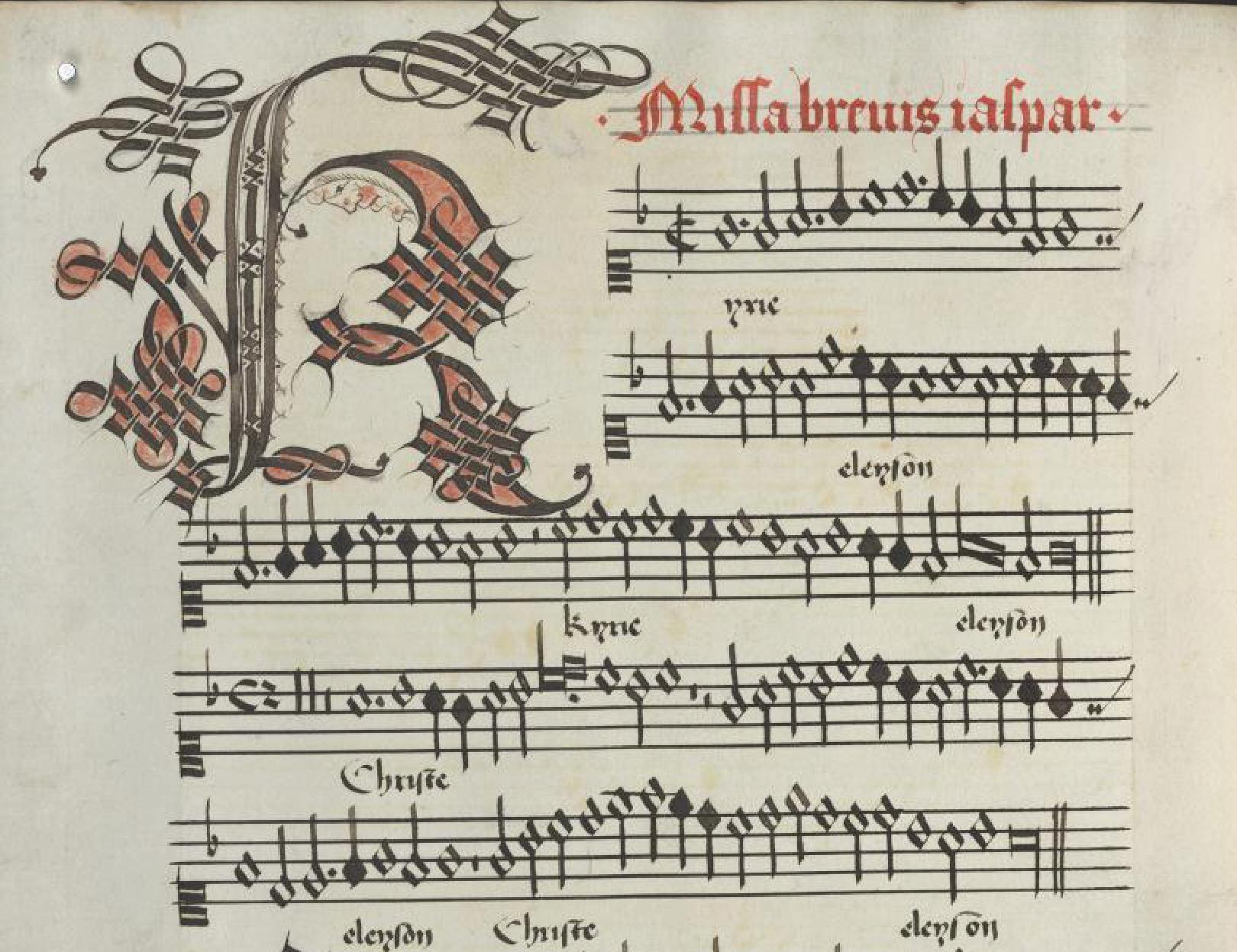
Gaspar van Weerbeke의 미사 브레비스의 시작부

미사 브레비스(missa brevis)는 '짧은 미사'라는 뜻이다. 이 용어는 역사적으로는 다양한 내용을 가지고 있어 그 뜻은 반드시 일정하지는 않으나, (1) 미사곡 중에서 가장 긴 전례문을 가지고 있는 '글로리아'와 '크레도'를 간결하게 작곡한 것, (2) 미사곡의 모든 부분을 가지고 있지 않은 약식 미사를 뜻하는 일이 많다.